# Catoblemma sumbavensis
Catoblemma sumbavensis là một loài bướm đêm trong họ Erebidae.